# Elżbieta Michalak
Elżbieta Barbara Michalak (ur. 2 stycznia 1958 w Krakowie) – polska działaczka opozycji w okresie PRL, posłanka na Sejm I kadencji.

## Życiorys
Ukończyła w 1977 liceum ogólnokształcące w Chełmnie, pracowała w zawodzie statystyka. Na początku lat 80. działała w „Solidarności”, po wprowadzeniu stanu wojennego była związana z podziemnymi strukturami związku w Chełmnie, zajmowała się dostarczaniem lekarstw osobom internowanym. W połowie lat 80. organizowała odnowione struktury Konfederacji Polski Niepodległej w Chełmnie.
W wyborach w 1991 uzyskała mandat posłanki na Sejm I kadencji. Została wybrana w okręgu toruńsko-włocławskim z listy Konfederacji Polski Niepodległej. Zasiadała w Komisji Samorządu Terytorialnego, Komisji Konstytucyjnej Zgromadzenia Narodowego. Nie została ponownie wybrana w 1993.
W 2010 wyróżniona Medalem Marszałka Województwa Kujawsko-Pomorskiego „Unitas Durat Palatinatus Cuiaviano-Pomeraniensis”.